# Сан Виторе (Казерта)
Сан Виторе је насеље у Италији у округу Казерта, региону Кампанија.
Према процени из 2011. у насељу је живело 183 становника. Насеље се налази на надморској висини од 127 м.